# Pantograf

En pantograf som används vid storleksändring av en bild. Pantografen förs efter den röda formen som förstoras upp till den gröna.

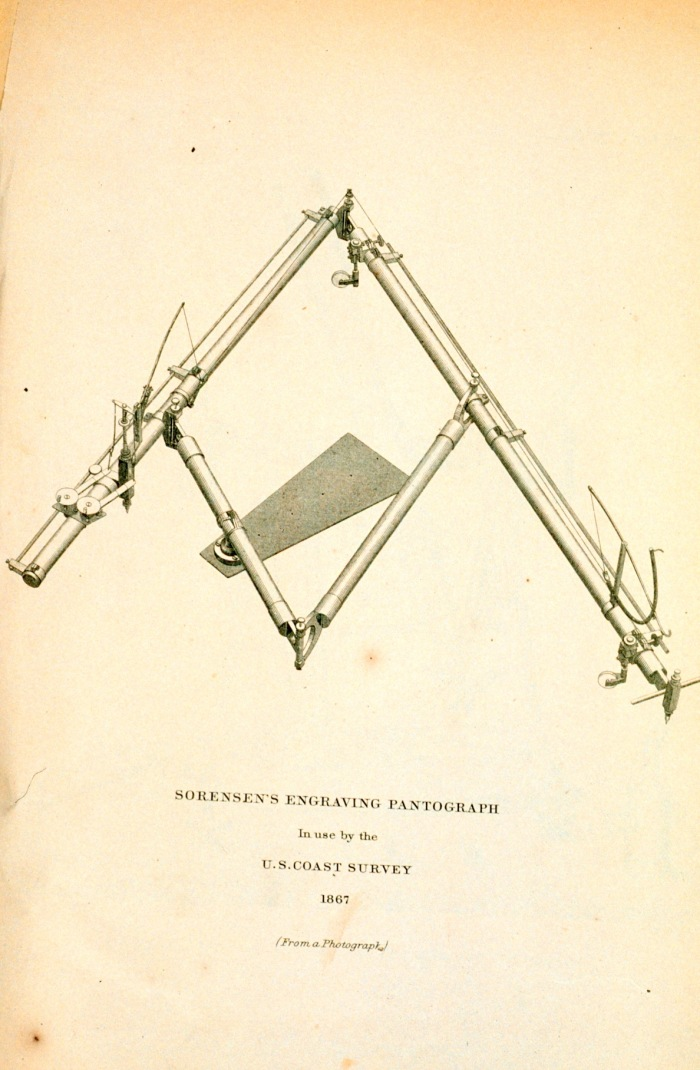
Sörensens gravyrpantograf (1867).

Pantograf (av grekiska pan, genitiv pantos, allt, och grafein, skriva) är ett geometriskt instrument, med vilket man kan återge ritningar, kartor, porträtt, mönster 
och dylikt i förstorad eller förminskad skala.

## Historia
Den första pantografen byggdes av Christoph Scheiner år 1603. Scheiner använde den för att kopiera diagram i olika skalor, men han skrev om uppfinningen först 27 år senare, i "Pantographice" (Rom 1631). En arm på pentagrafen hade en liten pekare medan den andra höll en ritspets. Genom att man flyttade pekaren över en figur skapades en kopia av diagrammet på ett annat papper. Genom att man ändrade armarnas inbördes positioner kunde diagrammets skala förändras. En mer komplicerad version kallad eidograf uppfanns av William Wallace (1768–1843) i Edinburgh, 1831.